# Monte Lake
Monte Lake är en sjö i Kanada.   Den ligger i provinsen British Columbia, i den södra delen av landet, 3 300 km väster om huvudstaden Ottawa. Monte Lake ligger 686 meter över havet. Arean är 1,6 kvadratkilometer. Den sträcker sig 3,1 kilometer i nord-sydlig riktning, och 0,9 kilometer i öst-västlig riktning.
I omgivningarna runt Monte Lake växer i huvudsak barrskog. Trakten runt Monte Lake är nära nog obefolkad, med mindre än två invånare per kvadratkilometer.